# Wang Huiyuan
Wang Huiyuan, Chinees: 王会元, (11 oktober 1960, China) is een voormalig Chinees professioneel tafeltennisser. Wang is zijn achternaam.

## Belangrijkste resultaten
- WK
  -  Goud met het Chinese team in 1981 in Novi Sad.
  -  Goud met het Chinese team in 1985 in Göteborg.
  -  Brons op de gemengd dubbel in 1979 in Pyongyang met Zhang Deying.
  -  Brons op de mannendubbel in 1979 in Pyongyang met Li Zhenshi.
  -  Brons op de mannendubbel in 1983 in Tokio met Yang Yuhua.
  -  Brons in het enkelspel in 1983 in Tokio.